# Flughafen Sliač

i7
i11
i13
Der Flughafen Sliač (slowakisch Letisko Sliač, historisch Tri Duby (Drei Eichen), IATA-Code: SLD, ICAO-Code: LZSL) ist ein Militärflugplatz der Luftstreitkräfte der Slowakischen Republik, Veliteľstvo vzdušných síl OS SR (VVzS), sowie internationaler Flughafen in der Mittelslowakei. Er liegt zirka 3 km nordwestlich der Stadt Sliač zwischen Zvolen und Banská Bystrica im Grantal. Der Flughafen verfügt über eine 2400 m lange Start- und Landebahn.
Aufgrund einer Generalüberholung der Startbahn war der Flughafen von 2009 bis Juni 2011 geschlossen.
In regelmäßigen Abständen findet am Flughafen das Slovak International Air Fest statt.

## Geschichte
Sliač ist bereits seit 1924 ein Militärflugplatz seinerzeit der Tschechoslowakei.
Der Flugplatz war im September/Oktober 1944 während des Slowakischen Nationalaufstands ein Stützpunkt der slowakischen Streitkräfte auf Seiten der Alliierten, über den Nachschub der Sowjets und US-Amerikaner eingeflogen wurde.
Im Anschluss an den Prager Frühling wurde der Flugplatz 1968 eine Basis der Luftstreitkräfte der Sowjetunion, die hier bis 1990 blieben und Sliač als Jagdbomber- und Hubschrauberbasis nutzten.
Die Sowjets zogen 1990 ab und 1991 übernahm die mit MiG-21MF/UM/US und einigen wenigen L-39ZA ausgerüstete 81. tschechoslowakische Jagdstaffel, 81. Samostatná Stíhacia Letka (81SSLt), den Platz.
Nach der Aufteilung des Landes wurde die Haupteinsatzbasis der slowakischen Kampfflugzeuge. Das 1. Kampfflugzeug-Regiment, 1. Stíhací Letecký Pluk (1SLP), wurde hier am 1. Januar 1993 aufgestellt. Die 1. Staffel war mit Mikojan-Gurewitsch MiG-29 und einigen L-39ZA ausgerüstet, die 2. und 4. Staffel betrieb weiter die MiG-21 und die 3. Staffel flog L-410 and Mi-2/Mi-17. Ein Jahr später wurde das 1. Regiment in 31. Kampfgeschwader, 31. Stíhacie Letecké Krídlo, umbenannt und mit dem Zulauf weiterer MiG-29 konnte die 2. Staffel 1995/1996 ebenfalls mit diesem Typ ausgerüstet werden, zusätzlich erhielt sie sämtliche L-39.
Die letzten MiG-21 wurden 2002 außer Dienst gestellt und nach einigen weiteren Reorganisationen wurde Sliač Heimat des heutigen Geschwaders.
In den Jahren 2009 bis 2011 wurden sowohl der militärische als auch der zivile Bereich von Grund auf modernisiert und ausgebaut.
Im Hinblick auf die als Ersatz der abgegebenen MiG-29 bestellten F-16V wird die Basis seit 2019 für 55 Millionen Euro ausgebaut.
Nach Abschluss einer Anfang 2022 geschlossenen Mitnutzungsvereinbarung durch Streitkräfte der USA  wird das Areal hierfür mit amerikanischen Geldern von insgesamt 100 Millionen US-Dollar für die beiden Flugplätze Malacky und Sliač hergerichtet. Im gleichen Jahr wurden auch die MiG-29AS/UBS der 1. Kampfstaffel an die Ukraine abgegeben.
Neben den slowakischen Streitkräften war hier als Folge des Russischen Überfalls auf die Ukraine 2022 ab Frühjahr 2022 eine binationale deutsch-niederländische Flugabwehrraketen-Batterie stationiert, deren drei Staffeln mit dem System Patriot ausgerüstet waren. Der deutsche Anteil, zwei der Staffeln, wurde vom Flugabwehrraketengeschwader 1 gestellt. Die Patriots wurden 2023 abgezogen, um den Schutz des Luftraums beim NATO-Gipfel in Vilnius (Litauen, 11./12. Juli 2023) zu übernehmen.

## Militärische Nutzung
Die Basis ist Heimat der Slowakischen Kampfflugzeugflotte, die dem 81. Geschwader "Sliac", 81. Krídlo "Sliac" "Otto Smik" unterstellt sind. Dem Geschwader unterstehen zwei fliegende Kampfstaffeln. Der Verband ist ein Traditionsverband im Gedenken an Otto Smik, einem tschechoslowakischen Fliegerass während des Zweiten Weltkriegs, der u. a. auch in der (tschechoslowakischen) 312. Staffel der RAF flog.
- 1. Bojová letka, ausgerüstet mit MiG-29AS/UBS (bis 2022)
- 2. Výcviková letka, ausgerüstet mit L-39CM/ZAM Albatros (temporär nach Malacky verlegt)

Hinzu kommen nicht fliegende Unterstützungseinheiten.